# Relics. Раннее и неизданное
«Relics. Раннее и неизданное» — сборник ранних произведений российского писателя Виктора Пелевина.

## Общая информация
В 2005 году издательство «Эксмо» в Москве выпустило сборник ранних произведений Виктора Пелевина под названием «Relics. Раннее и неизданное». Общий объём книги составил 352 страницы печатного текста, а тираж более 50000 экземпляров.
Книга названа по наименованию любимой пластинки автора группы «Pink Floyd», которая уже давно стала раритетной редкостью.[значимость факта?]
Многие тексты, вошедшие в сборник Пелевина публиковались и ранее в журналах и газетах, но никогда не входили в формат книги. Многие произведения гуляли по сети в измененном виде, а автору хотелось запечатлеть их в своём первозданном варианте. На страницах издания впервые были опубликованы некоторые эссе писателя, которые Россия ещё не читала.

## Сюжет
Виктор Пелевин в этом сборнике вновь проявил свою оригинальность — содержание книги повторяет хронологическую цепочку событий в России на рубеже XX и XXI веков[значимость факта?].
Девяностые для населения уже позади, но память и культура продолжала дарить интересные и захватывающие сюжеты[значимость факта?]. На экранах выходили фильмы вроде «Жмурок», а в печати издавались книги вроде «Relics» — ностальгическое воспоминание о времени малиновых пиджаков в суровую эпоху оранжевых галстуков. На страницах издания Пелевин сопровождает читателя вопросами: как мы туда попали, во что вляпались и где после этого очутились…

## Состав сборника
| №  | Название                                             | Первая публикация | Первая публикация                   |
| №  | Название                                             | Дата              | Тип и название издания              |
| -- | ---------------------------------------------------- | ----------------- | ----------------------------------- |
| 1  | Психическая атака (сонет)                            | 2005              | этот сборник                        |
| 2  | Колдун Игнат и люди                                  | 1989              | журнал «Наука и религия»            |
| 3  | СССР Тайшоу Чжуань                                   | 1991              | журнал «Знание — сила»              |
| 4  | Жизнь и приключения сарая Номер XII                  | 1991              | журнал «Химия и жизнь»              |
| 5  | Водонапорная башня                                   | 1990              | альманах «Истоки»                   |
| 6  | Миттельшпиль                                         | 1991              | сборник «Синий фонарь»              |
| 7  | Музыка со столба                                     | 1991              | сборник «Синий фонарь»              |
| 8  | Откровение Крегера                                   | 1991              | журнал «Знание — сила»              |
| 9  | Оружие возмездия                                     | 1990              | сборник «Музей человека»            |
| 10 | Бубен нижнего мира                                   | 1993              | журнал «Октябрь»                    |
| 11 | Краткая история пэйнтбола в Москве                   | 1997              | журнал «Playboy Россия»             |
| 12 | Нижняя тундра                                        | 1999              | альбом «Нижняя тундра» гр. Ва-Банкъ |
| 13 | Святочный киберпанк, или Рождественская Ночь-117.DIR | 1996              | журнал «Огонек»                     |
| 14 | Time out                                             | 2001              |                                     |
| 15 | Греческий вариант                                    | 1997              | журнал «Playboy Россия»             |
| 16 | Who by fire                                          | 1995?             | журнал «Playboy Россия»             |
| 17 | Икстлан — Петушки                                    | 1993              |                                     |
| 18 | ГКЧП как тетраграмматон                              | 1993              |                                     |
| 19 | Зомбификация. Опыт сравнительной антропологии        | 1990              | журнал «Новый журнал»               |
| 20 | Джон Фаулз и трагедия русского либерализма           | 1993              | газета "Независимая газета"         |
| 21 | Имена олигархов на карте Родины                      | 1998              |                                     |
| 22 | Мост, который я хотел перейти                        | 2001              |                                     |